# Поцелуй сквозь стену
«Поцелуй сквозь стену» — комедийно-фантастический фильм Вартана Акопяна. Фильм вышел в прокат 25 января 2011 года.

## Сюжет
Иннокентий — неудачник, который живёт в съёмной квартире со своим другом, наркоманом Кондратьевым. Кеша работает у своего дяди, Ярило Ольговича Карташова, мага-шарлатана. Дядя выгоняет его с работы, а хозяйка квартиры, Ядвига Жульевна, жаждет от них избавиться. Денег у Кеши нет. Кеша влюбляется в молодую и дерзкую журналистку Алису Павловскую, но он для неё всего лишь информационный источник. Кеша от бродяги-волшебника получает дар — проходить сквозь стены. Он богатеет, но богатство не может дать ему Алису. В отчаянии он залезает на Останкинскую башню и срывается с неё на глазах у Алисы. Та падает без чувств и попадает в больницу, а Кеша отделывается лёгким испугом. В больнице Кеша узнаёт, что его маленькая подруга Саша, которую он часто навещал, сильно больна лейкозом, и требуется операция за 150 000 $. Он приносит деньги на лечение девочки, и тогда Алиса понимает, что любит его.

## В ролях
| Актёр               | Роль                       |
| ------------------- | -------------------------- |
| Антон Шагин         | Кеша                       |
| Карина Андоленко    | Алиса Игоревна Павловская  |
| Павел Воля          | Кондратьев                 |
| Александр Адабашьян | Ярило Ольгович Карташов    |
| Михаил Тарабукин    | Вадик, парень Алисы        |
| Иван Охлобыстин     | бродяга-волшебник          |
| Сергей Газаров      | Виктор Павлович Пилсудский |
| Светлана Немоляева  | бабушка Алисы              |
| Ольга Тумайкина     | Ядвига Жульевна            |
| Татьяна Абрамова    | Роза Георгиновна           |
| Сосо Павлиашвили    | камео                      |
| Михаил Евланов      | эпизод                     |
| Аметхан Магомедов   | эпизод                     |
| Андрей Фомин        | эпизод                     |

## Отзывы и оценки
Фильм получил в основном негативные отзывы от кинокритиков.
Издание «Комсомольская правда», Time Out, Обзоркино, Ovideo.ru, и видеоблоггер Евгений Баженов дали фильму негативные оценки. Средний балл картине дал Александр Дудик из Relax.by. О фильме писали: «Местом действия «Поцелуя» оказывается фантастическая Москва без пробок и плохой погоды, с участливыми гаишниками и совестливыми братками», «Смотреть эту чушь можно только в состоянии бреда». Положительный обзор фильм получил на сайте ProfiCinema, автор которого считает что «в фильме все настолько гармонично сбалансировано, что, как говорят, и придраться не к чему»

## Саундтрек
- «По_умолчанию» — «Поцелуй сквозь стену» (оригинальное название композиции «Два крыла»)
- «Доза радости» — «Георгий Штирлиц»
- «До того как…» — «Ж.о.п.а»
- «Убик» — «Убическая сила»
- «The Pravednicks’ Band» — «Xa-Хa-L»
- «Доза радости» — «Директор кирпичного завода»
- «Mishki Gammi» — «Поцелуй сквозь стену»